# Проектът Съншайн
„Проектът Съншайн“ (на английски: Sunshine) е британски филм от 2007 г. на режисьора Дани Бойл.

## Актьорски състав
| Актьор         | Роля      |
| -------------- | --------- |
| Килиън Мърфи   | Капа      |
| Крис Евънс     | Мейс      |
| Роуз Бърн      | Каси      |
| Мишел Йео      | Корасон   |
| Клиф Къртис    | Съръл     |
| Трой Гарити    | Харви     |
| Хироюки Санада | Канеда    |
| Бенедикт Уонг  | Трей      |
| Марк Стронг    | Пинбейкър |

## Награди и номинации
| Награда | Категория                                    | Номиниран(и)                                 | Резултат  |
| ------- | -------------------------------------------- | -------------------------------------------- | --------- |
| Сателит | Най-добри декори                             | Най-добри декори                             | номинация |
| Сатурн  | Най-добър научнофантастичен филм             | Най-добър научнофантастичен филм             | номинация |
| Емпайър | Най-добър британски филм                     | Най-добър британски филм                     | номинация |
| Емпайър | Най-добър научнофантастичен или фентъзи филм | Най-добър научнофантастичен или фентъзи филм | номинация |